# کریسمس هر روز
کریسمس هر روز یا هر روز کریسمس (به انگلیسی: Christmas Every Day)یک فیلم فانتزی-کمدی آمریکایی ساخته‌شده برای تلویزیون بر اساس داستان کوتاه «کریسمس هر روز» اثر ویلیام دین هاولز در ۱۸۹۲ است.
این فیلم توسط لری پیرس کارگردانی شد و اریک ون دتن در آن نقش ایفا کرد. برای اولین بار در کانال خانواده در طول برانامهٔ ۲۵ روز کریسمس پخش شد.
این فیلم بعدها در سال ۲۰۰۶ به یک فیلم تلویزیونی با عنوان «کریسمس بیش از حد» پخش بازسازی شد.